# Узмењ
Узмењ (рус. Узмень) слатководно је језеро глацијалног порекла смештено у југозападном делу Усвјатског рејона на крајњем југу Псковске области, односно на западу европског дела Руске Федерације.
Налази се у басену реке Усвјаче, односно у басену реке Западне Двине и Балтичког мора. Са севера се у језеро улива малена река Ужица, док је на истоку мањом протоком повезано са суседним Усвјатским језером.
Акваторија језера обухвата површину од око 4,47 км² (447 хектара, са острвима 4,49 км² или 449 хектара), максимална дубина језера је до 3,8 метара, док је просечна дубина око 2 метра. Површина сливног подручја је 143 км².
На обали језера налазе се село Боброво и варошица Усвјати.